# 1890 na arte

## Nascimentos
| Data         | Nome          | Profissão                      | Nacionalidade                | Observações | Ref |
| ------------ | ------------- | ------------------------------ | ---------------------------- | ----------- | --- |
| 12 de junho  | Egon Schiele  | pintor expressionista          | Império Austro-Húngaro       | m. 1918     |     |
| 14 de julho  | Ossip Zadkine | escultor                       | Império Russo (Bielorrússia) | m. 1967     |     |
| 27 de agosto | Man Ray       | fotógrafo, pintor e anarquista | Estados Unidos               | m. 1976     |     |

## Mortes
| Data        | Nome                      | Profissão                 | Nacionalidade | Observações | Ref |
| ----------- | ------------------------- | ------------------------- | ------------- | ----------- | --- |
| 29 de julho | Vincent van Gogh          | pintor pós-impressionista | Países Baixos | n. 1853     |     |
| ??          | António Manuel da Fonseca | pintor                    | Portugal      | n. 1796     |     |